# (12363) Marinmarais
(12363) Marinmarais (1993 TA24) – planetoida z pasa głównego asteroid okrążająca Słońce w ciągu 5,65 lat w średniej odległości 3,17 j.a. Odkryta 9 października 1993 roku.